# Вознесенська церква (Ясіня)
Вознесенська церква — одна з найдосконаліших дерев'яних церков на всій Гуцульщині, знаходиться в с. Ясіня, Рахівського району Закарпатської області, пам'ятка архітектури національного значення (№ 201). Всередині збережено іконостас, що походить  з часу спорудження церкви.

## Спадщина ЮНЕСКО
У червні 2013 року Церква Вознесіння Господнього (Струківська) увійшла до числа українських дерев'яних церков, включених до Списку світової спадщини ЮНЕСКО. В Україні збереглося близько 2 тисяч об'єктів дерев'яної сакральної архітектури, найбільше на Заході — лише на Закарпатті їх понад 120. Польща та Україна вирішили об'єднати свої зусилля в боротьбі за світове визнання. У центральний офіс ЮНЕСКО дві країни подали спільну транскордонну заявку «Дерев'яні Церкви Карпатського регіону України та Польщі», яку було підтримано в червні 2013 року. У результаті — до списку світової культурної спадщини потрапили з української сторони 8 дерев'яних церков — 4 з Львівської області, по 2 від Закарпатської та Івано-Франківській..
В радянські часи церква охоронялась як пам'ятка архітектури Української РСР (№ 201). В 2018 році церква визнана об’єктом культурної спадщини національного значення, який внесено до Державного реєстру нерухомих пам’яток України (№ 070037).

## Галерея

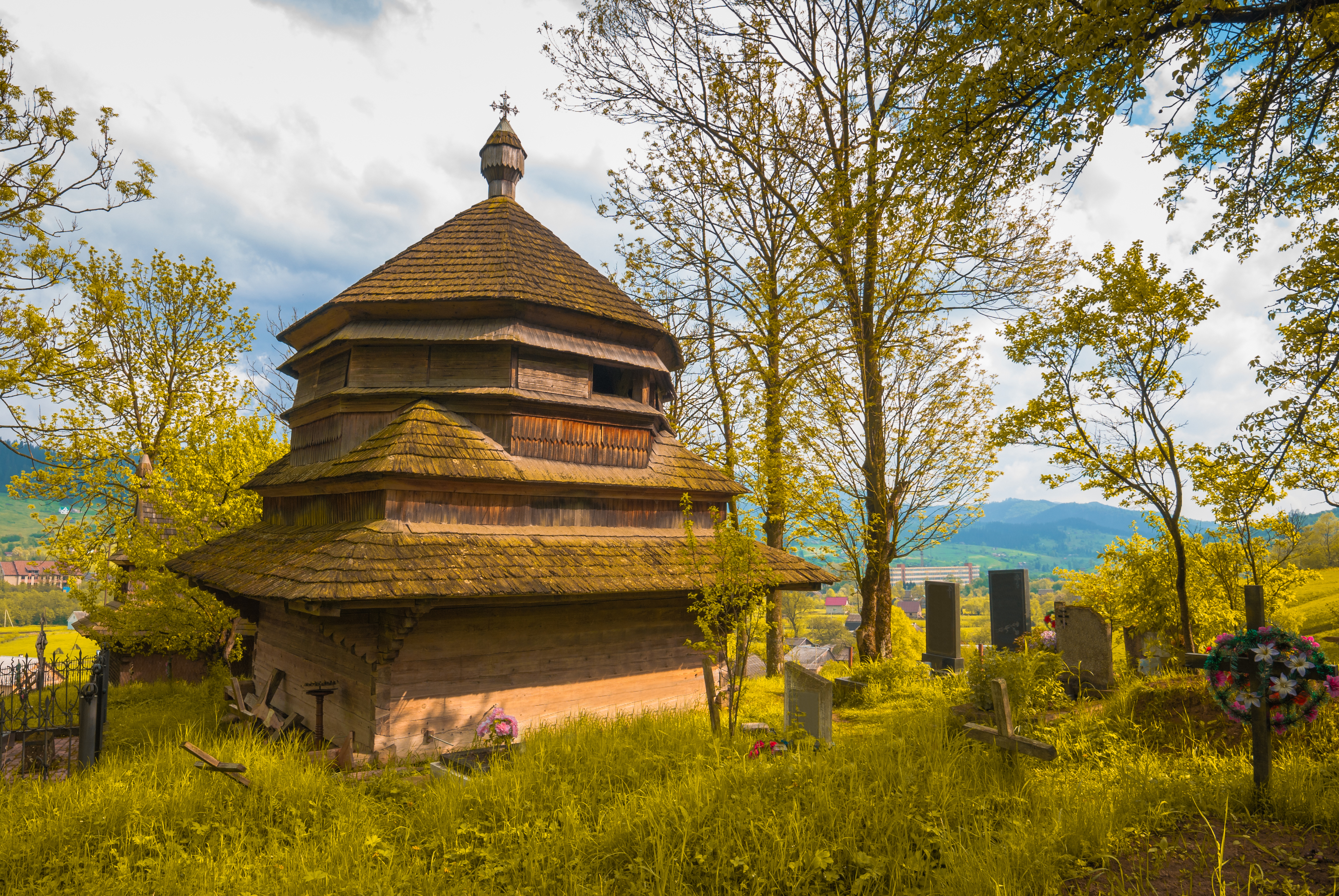
Дзвіниця церкви Вознесіння Господнього
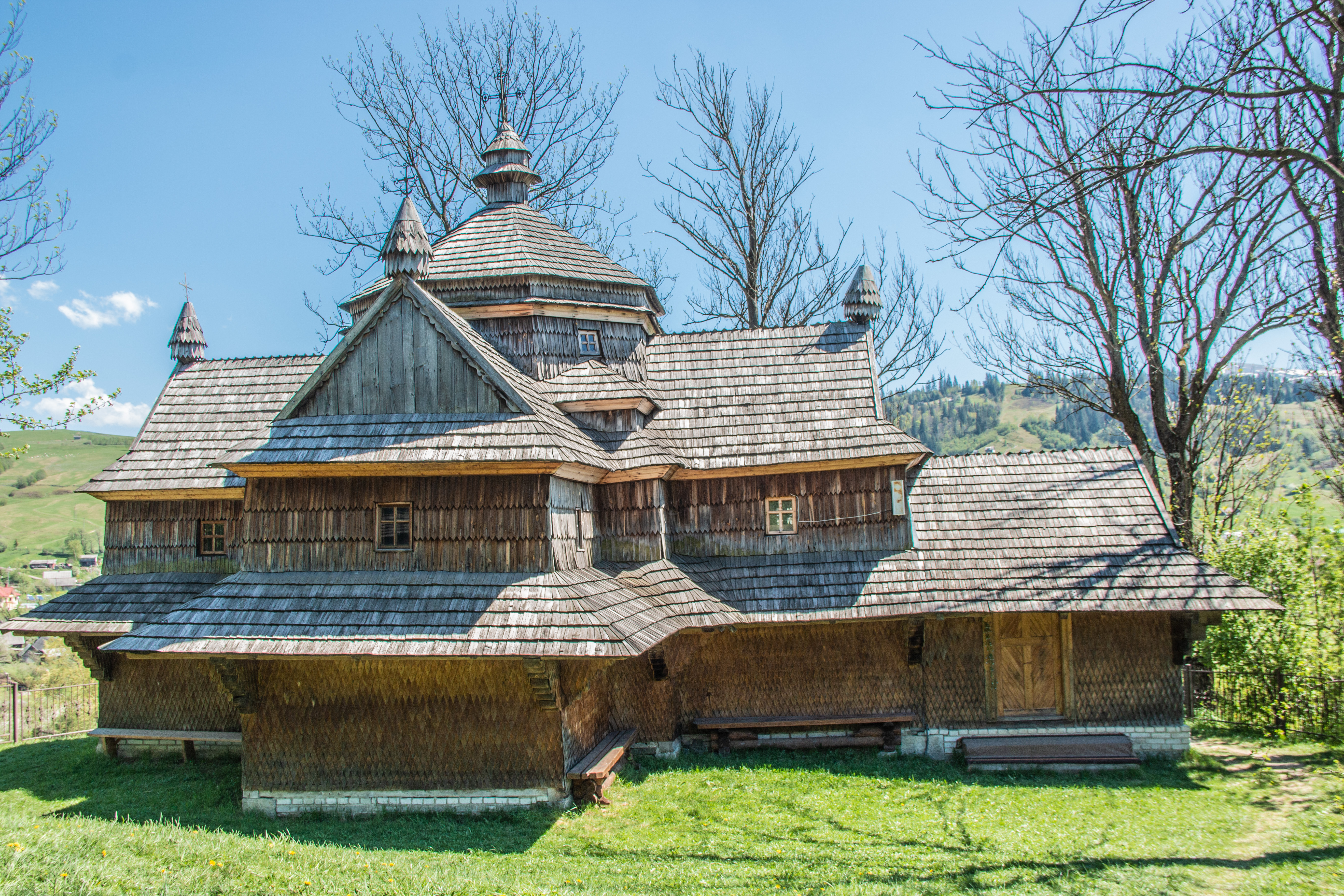
Церква Вознесіння Господнього (Струківська), 1824
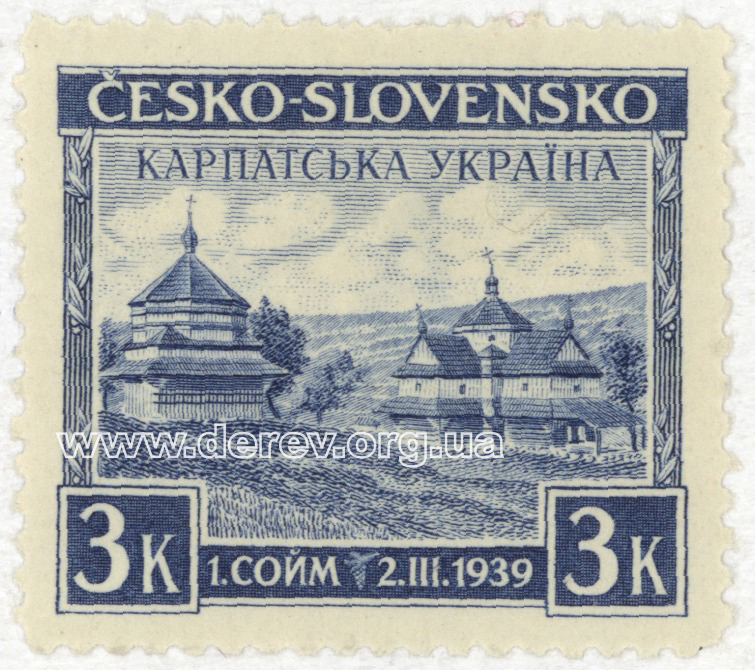
Поштова марка із зображенням Струківської церкви, 1939
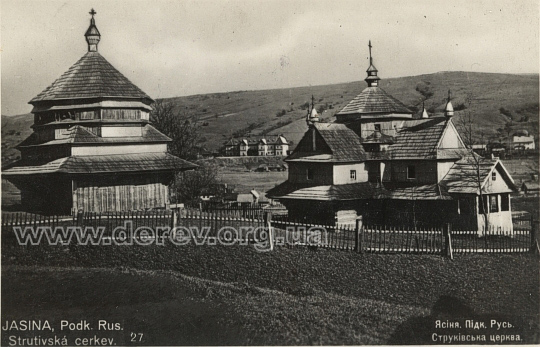
Поштова листівка часів Підкарпатської Русі